# Năeni
Năeni – wieś w Rumunii, w okręgu Buzău, w gminie Năeni. W 2011 roku liczyła 602 mieszkańców.